# Endiandra praeclara
Endiandra praeclara är en lagerväxtart som beskrevs av James Sykes Gamble. Endiandra praeclara ingår i släktet Endiandra och familjen lagerväxter. Inga underarter finns listade i Catalogue of Life.